# Miluani, Sălaj
Miluani (în maghiară Milvány) este un sat în comuna Hida din județul Sălaj, Transilvania, România.

## Istorie
Prima atestare documentară datează din anul 1320, când așezarea de la acea vreme era cunoscută sub numele de Miluad. 

## Monumente istorice
- Biserica „Sfinții Arhangheli Mihail și Gavriil" (secolul XVI)

## Personalități

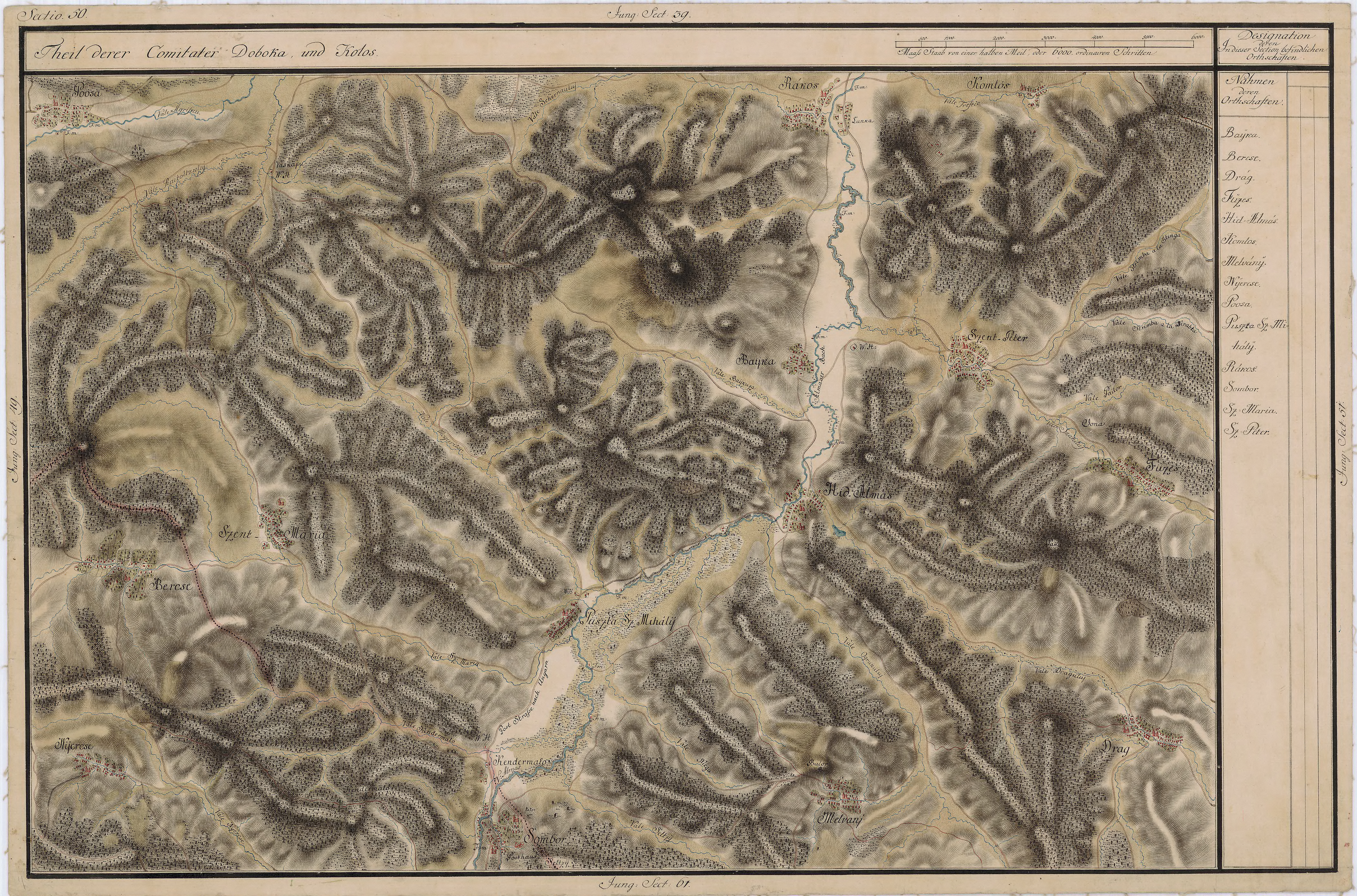
Miluani în Harta Iosefină a Transilvaniei, 1769-73

- Sándor Kendi, a fost un nobil maghiar, secretarul interimar al lui Ioan Sigismund
- Silviu Crăciunaș, om politic și scriitor român

## Galerie de imagini

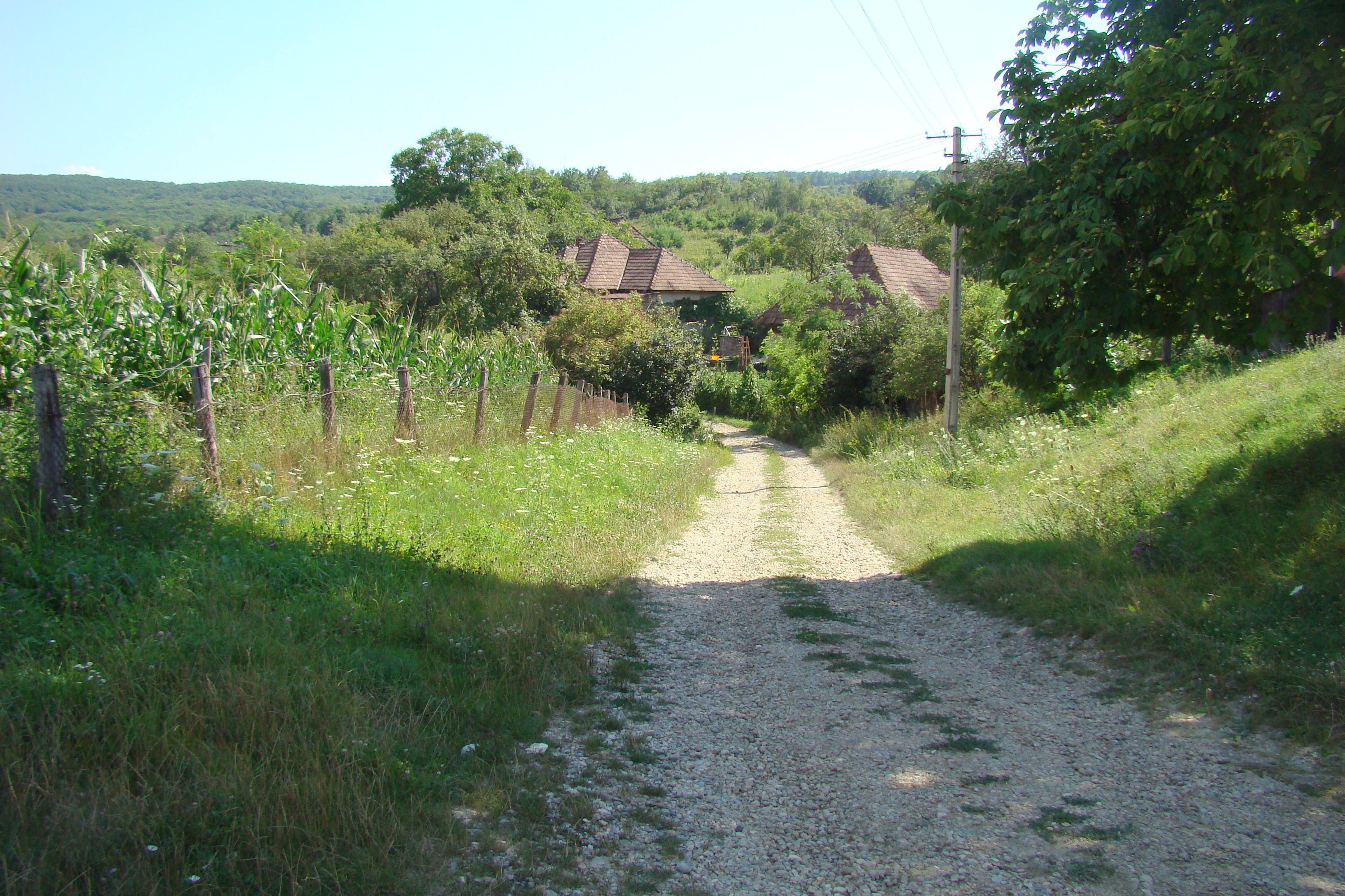
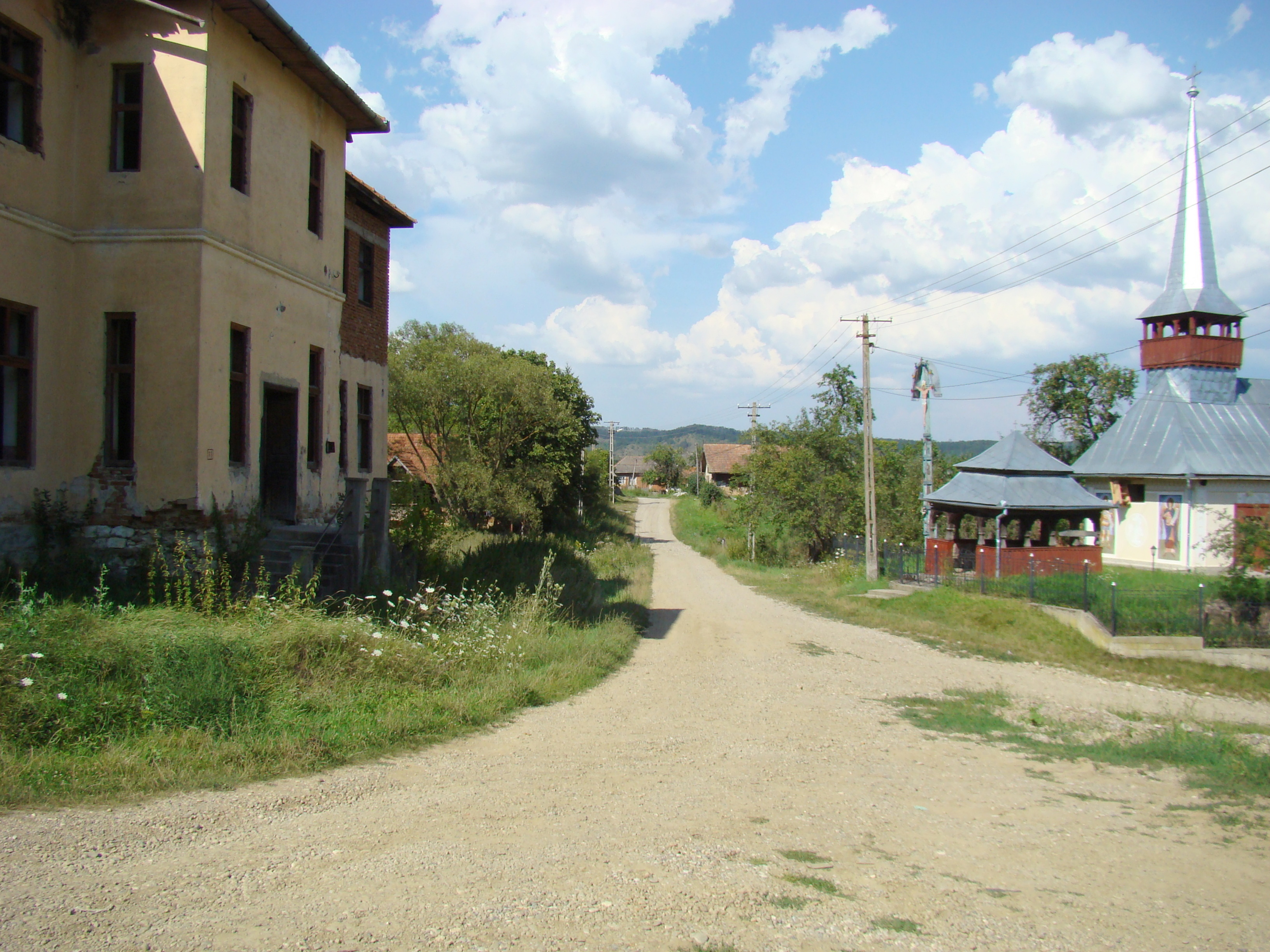
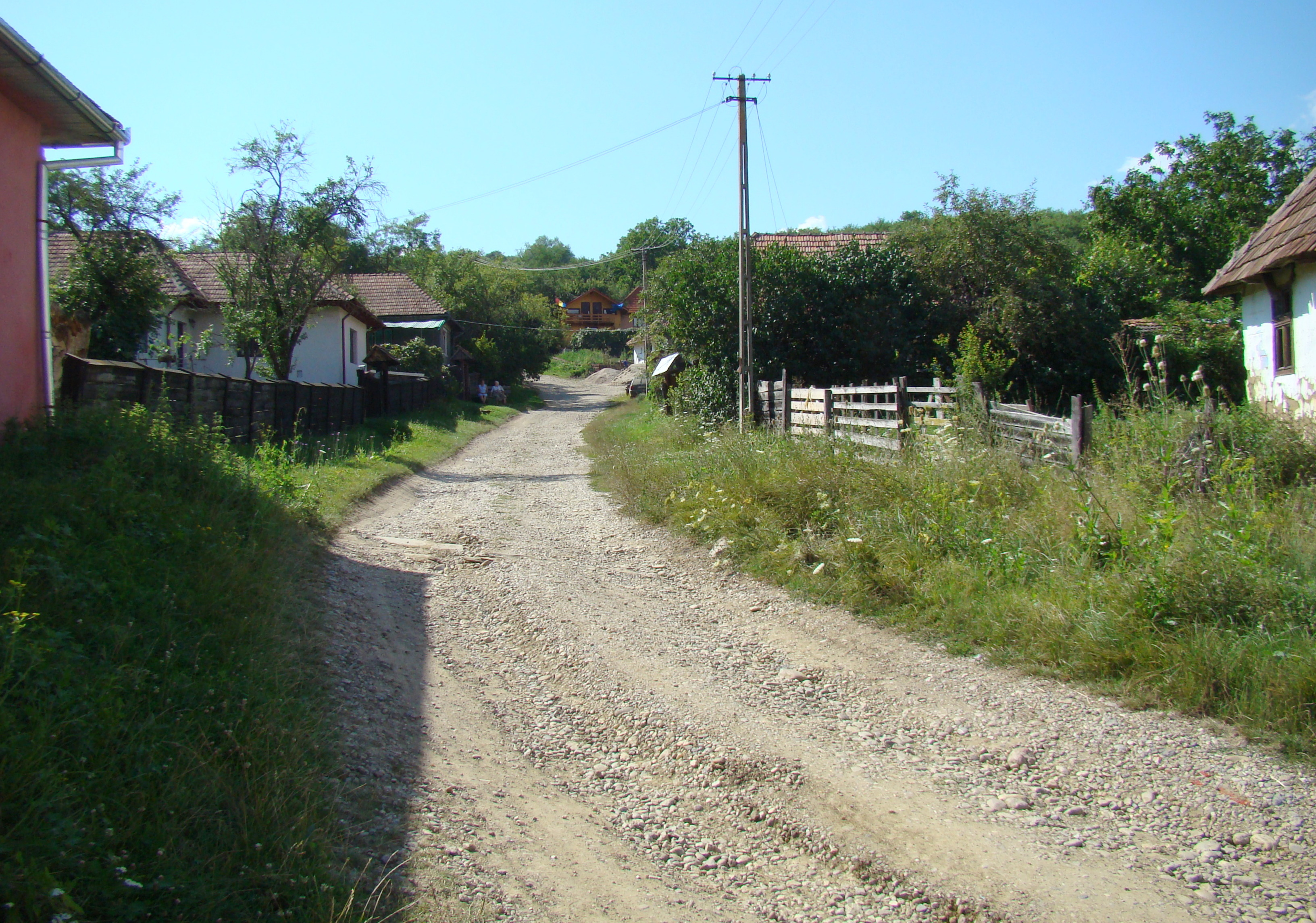
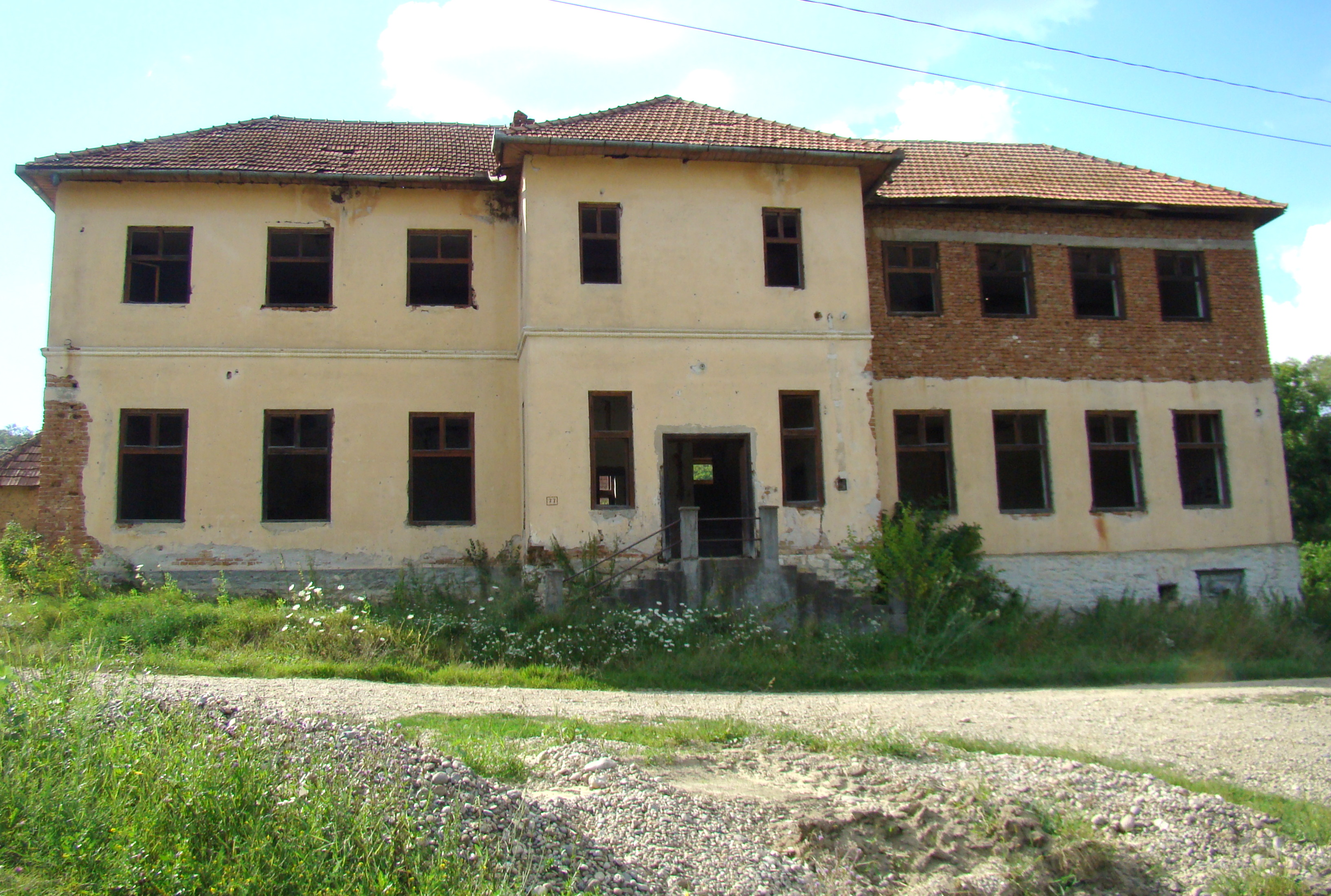
Clădirea abandonată a fostei școli (Miluani mai are circa 45 de locuitori, media de vârstă fiind de peste 65 de ani)
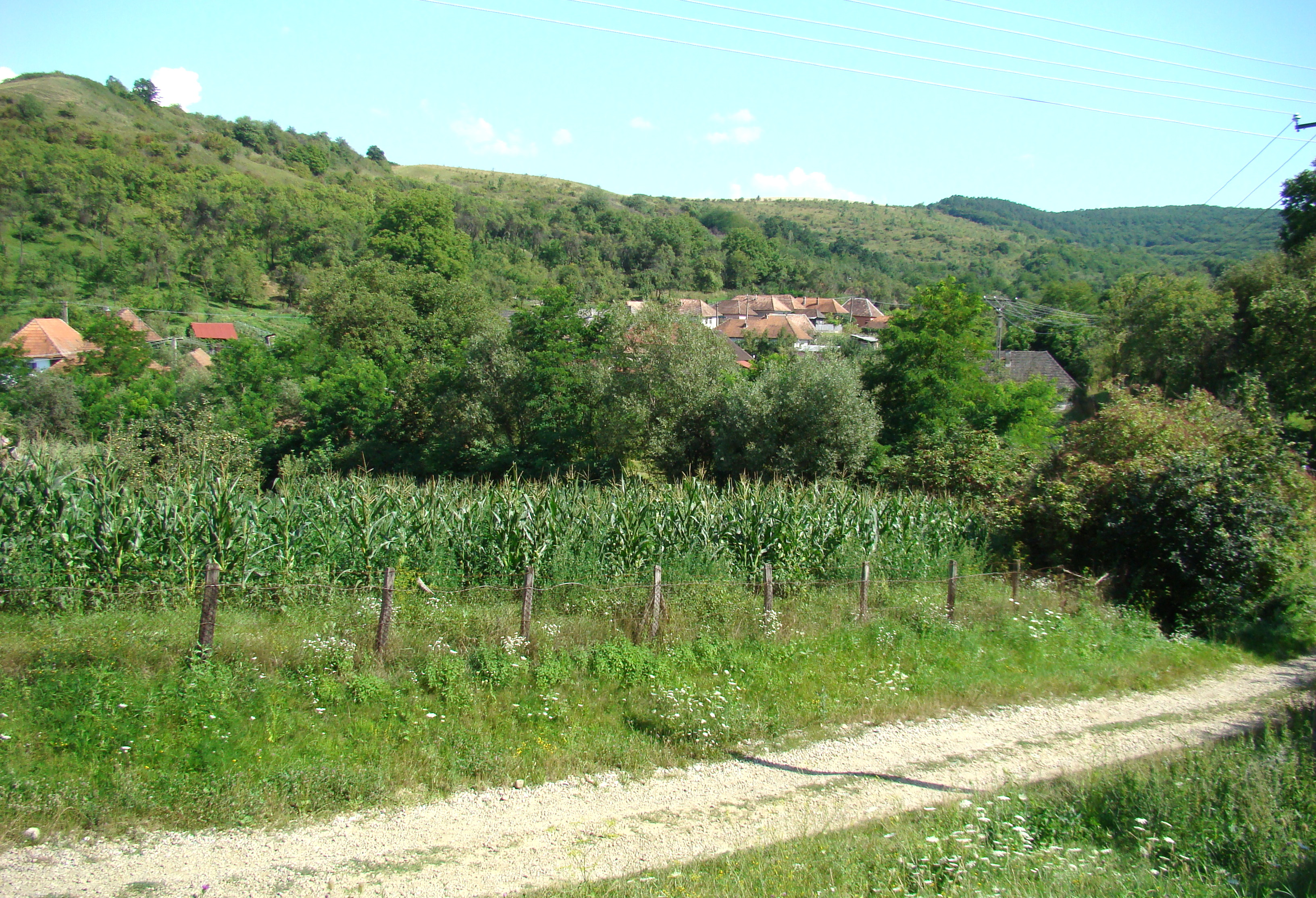
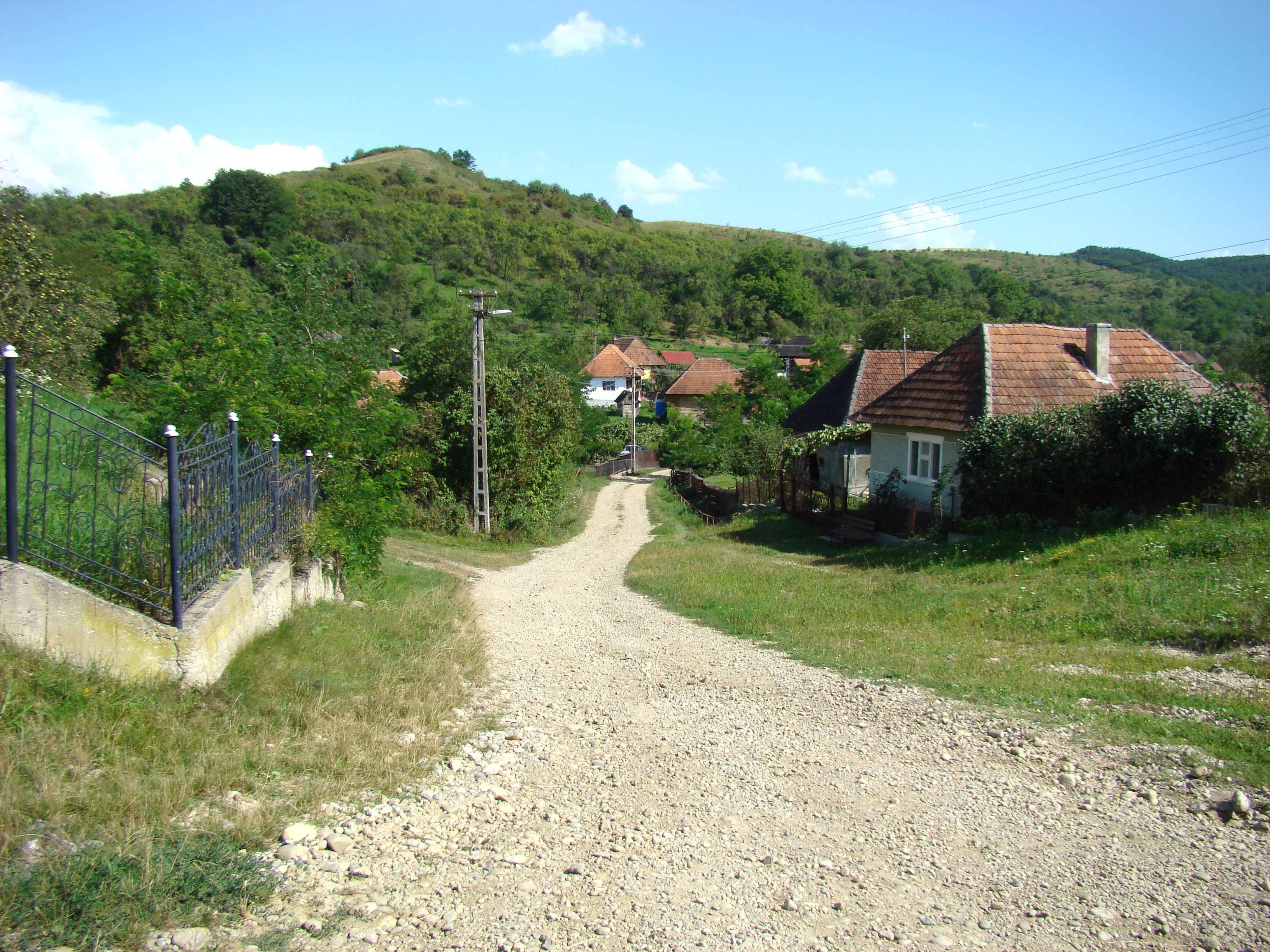
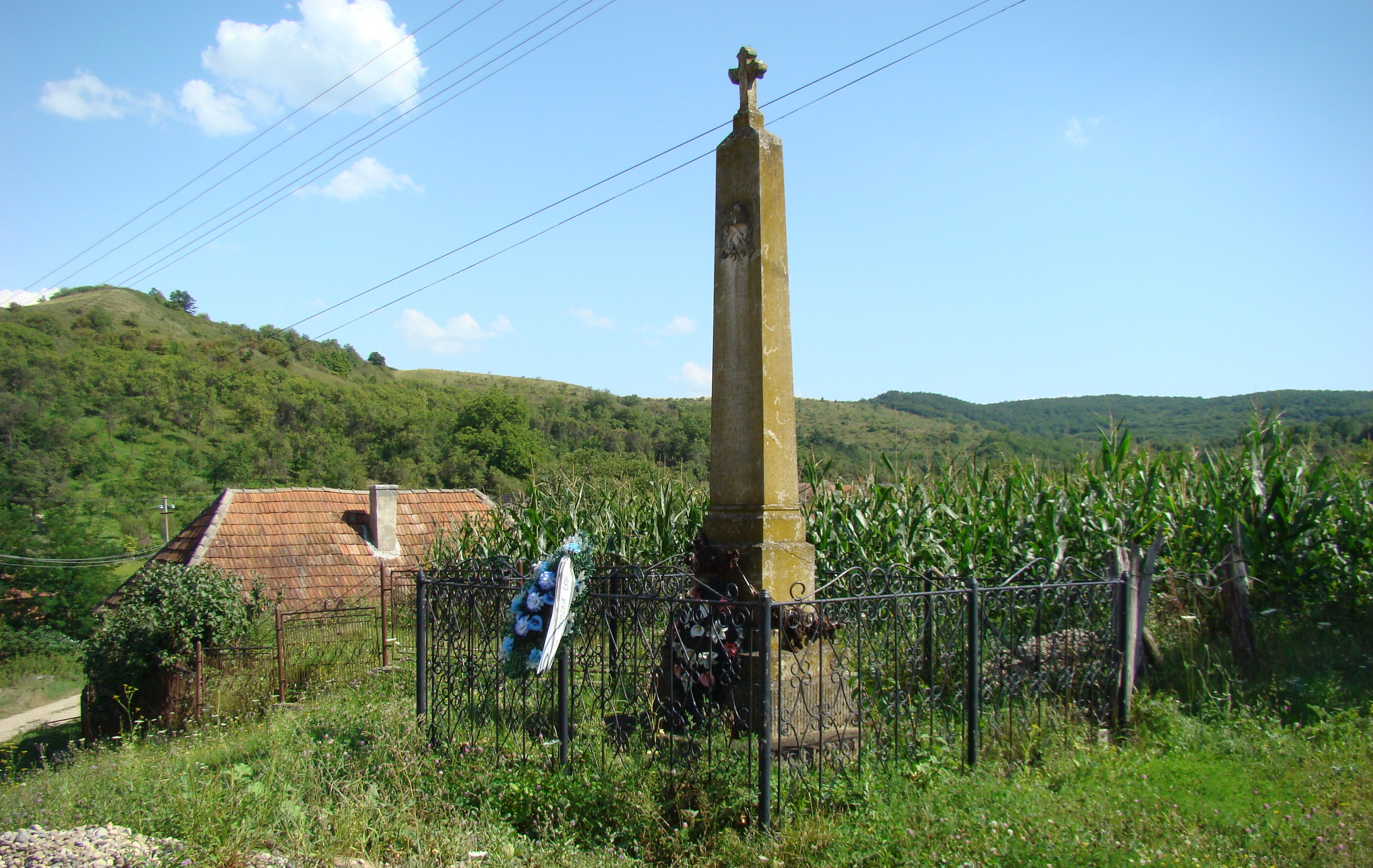
Monumentul Eroilor din satul Miluani
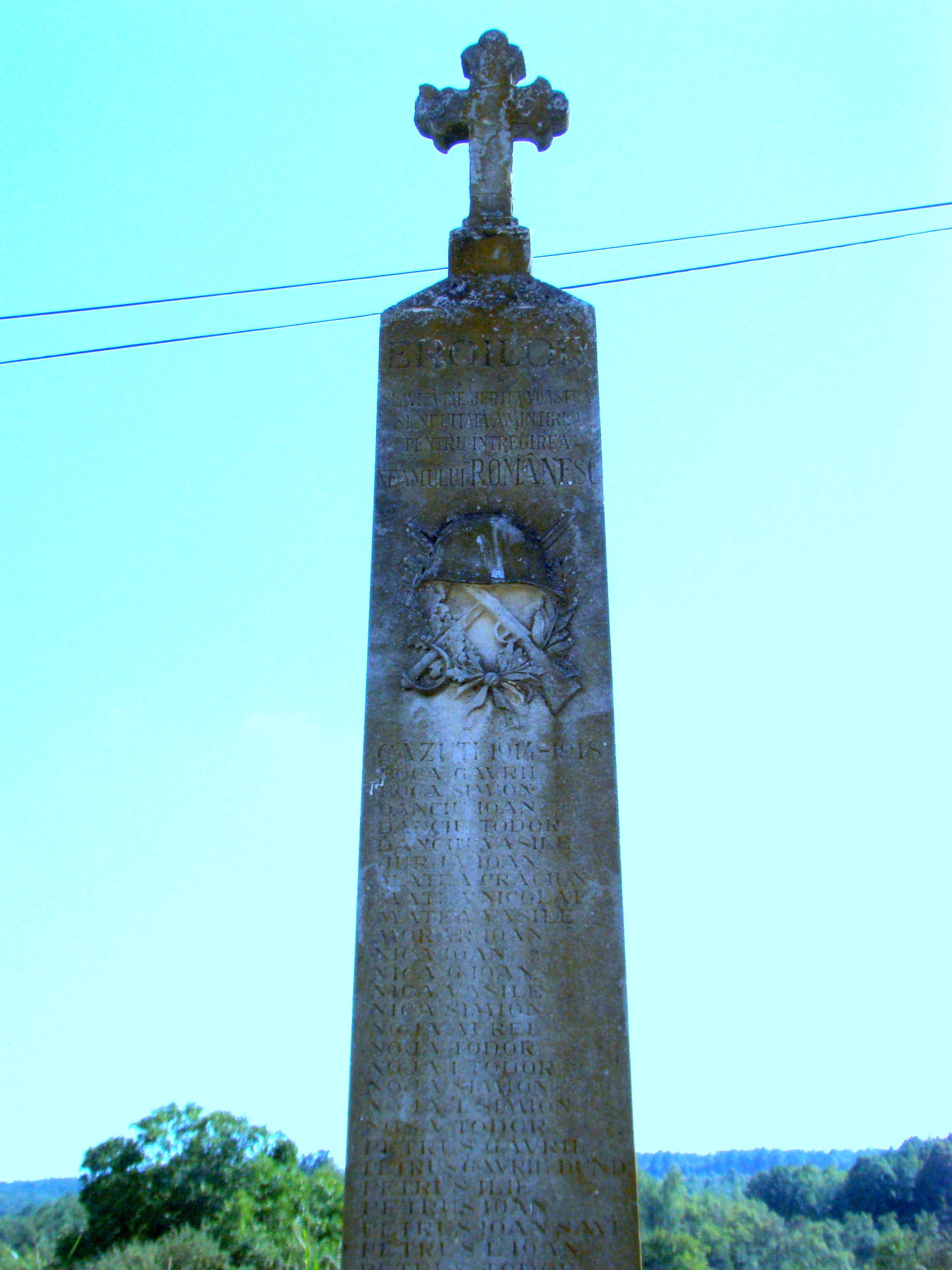
Monumentul Eroilor din satul Miluani (detaliu)
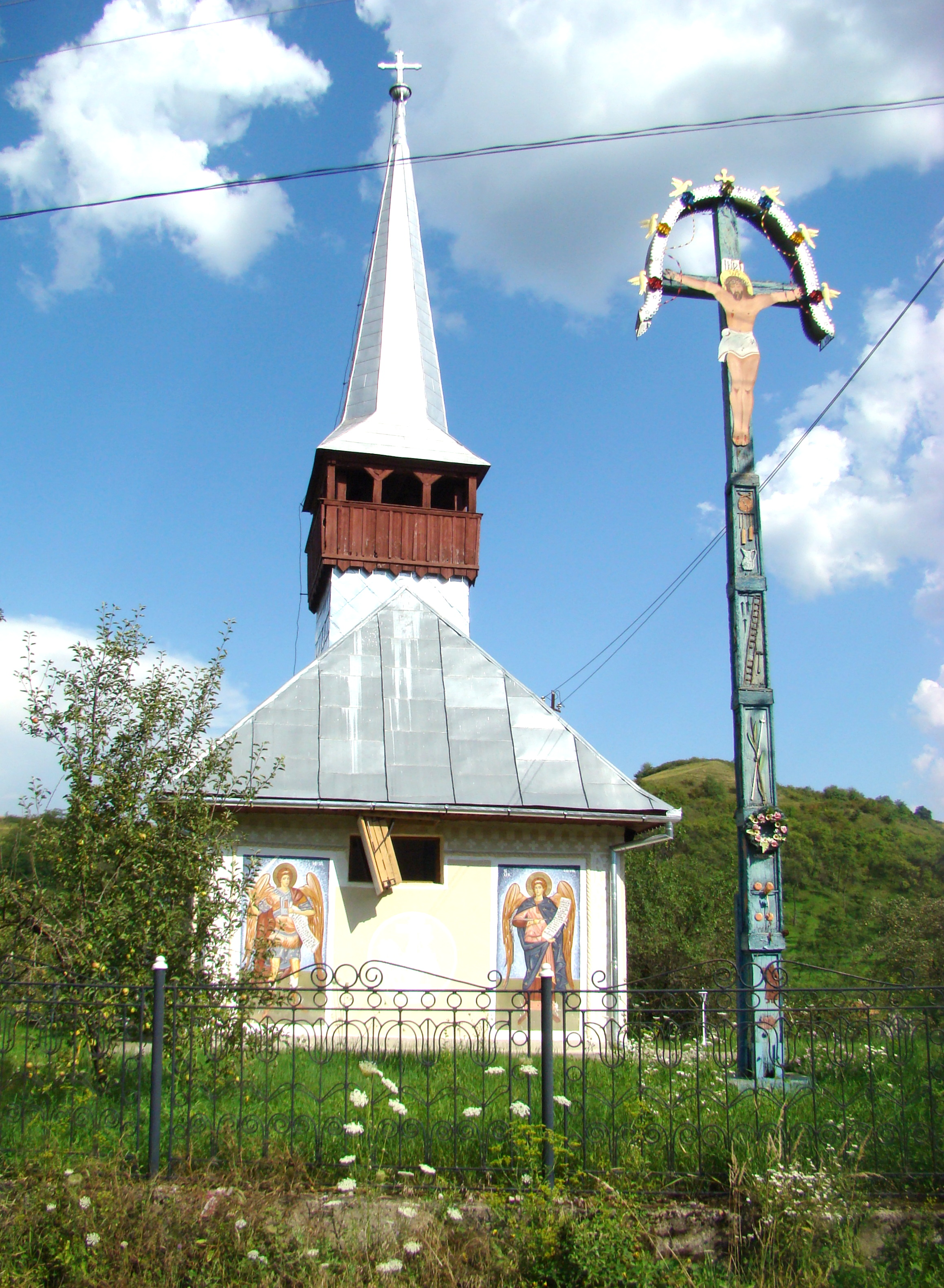
Biserica „Sfinții Arhangheli Mihail și Gavriil" (monument istoric, secolul XVI)
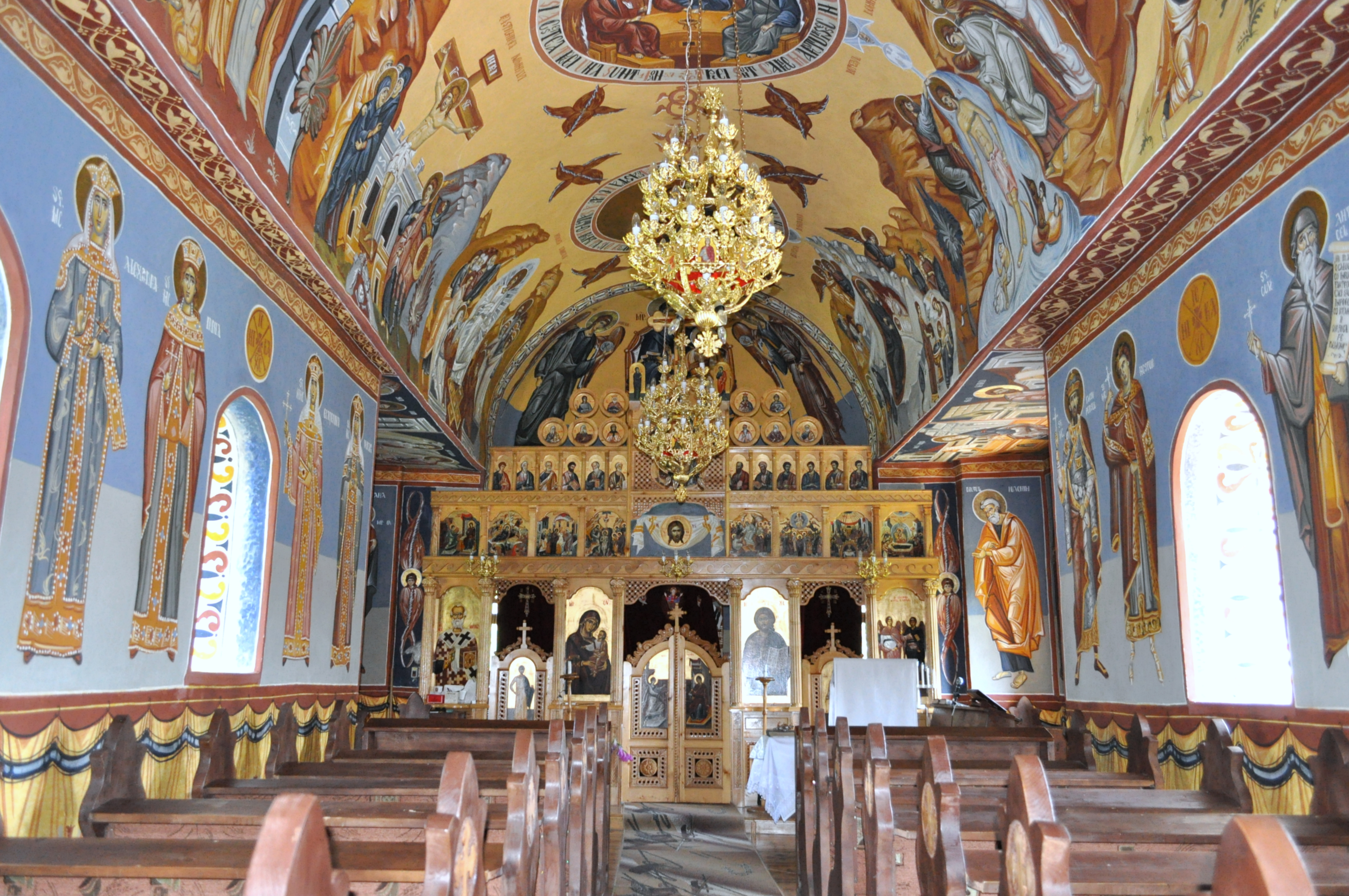
Nava spre iconostas
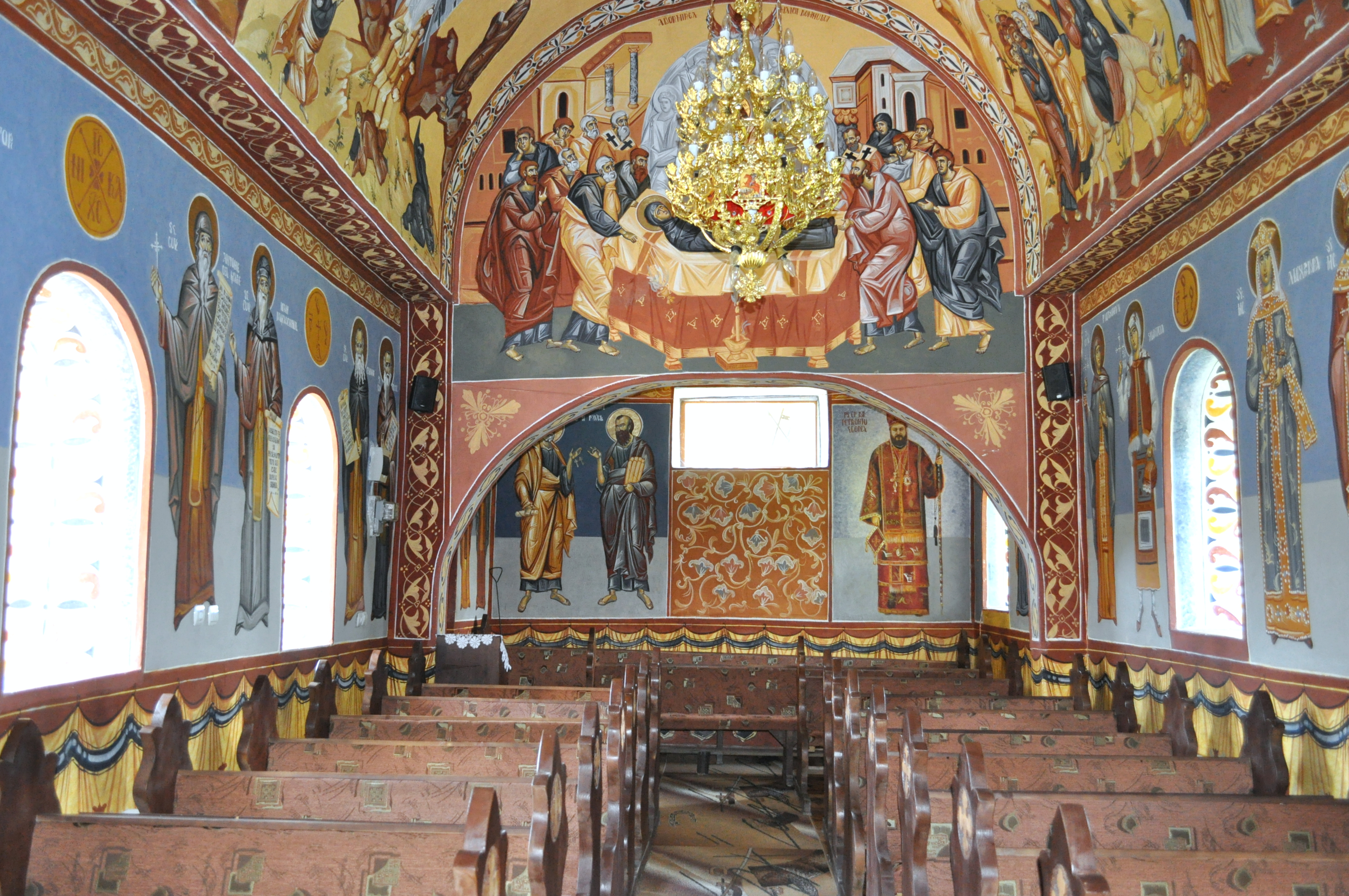
Nava spre ieșire
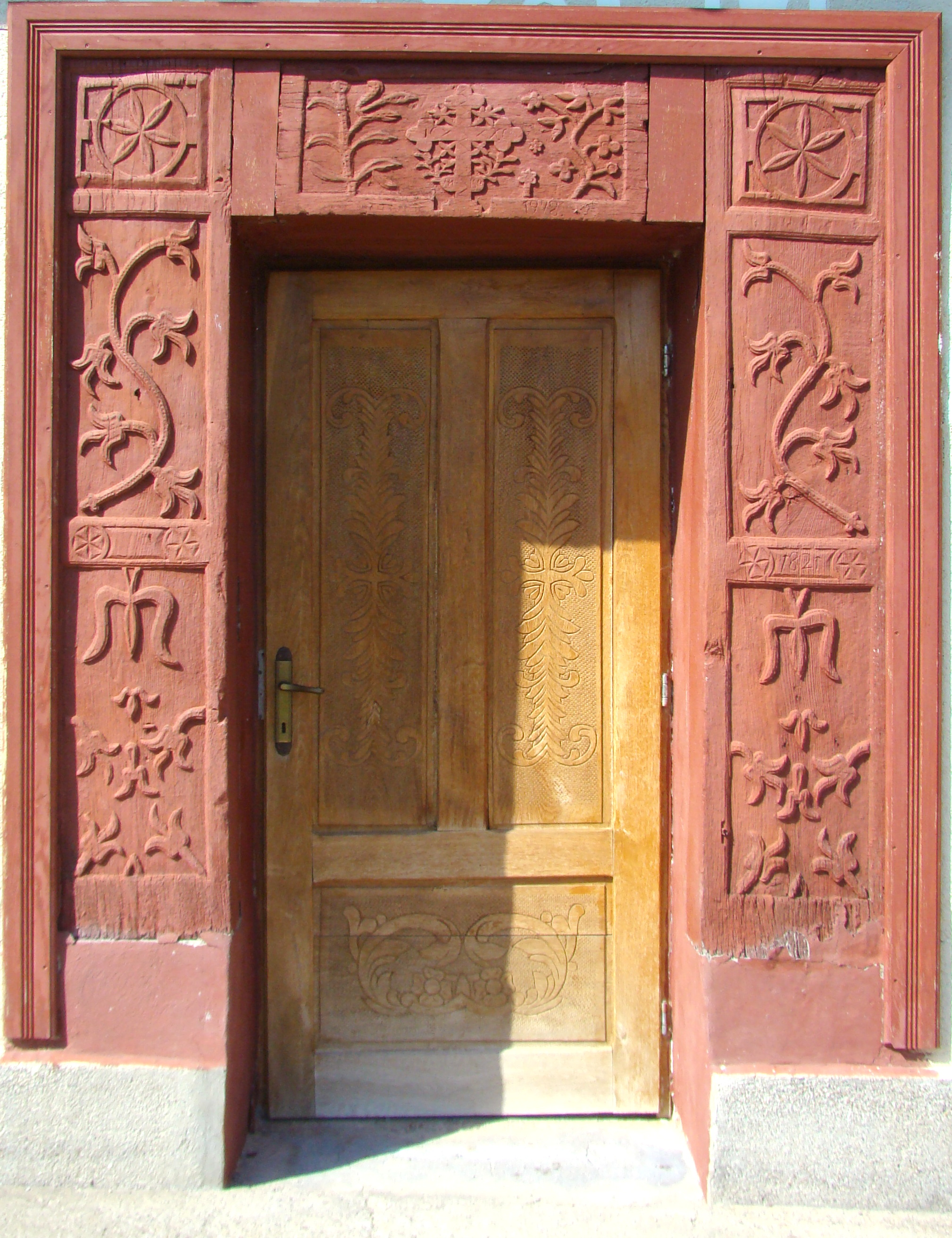
Portalul exterior de la 1821
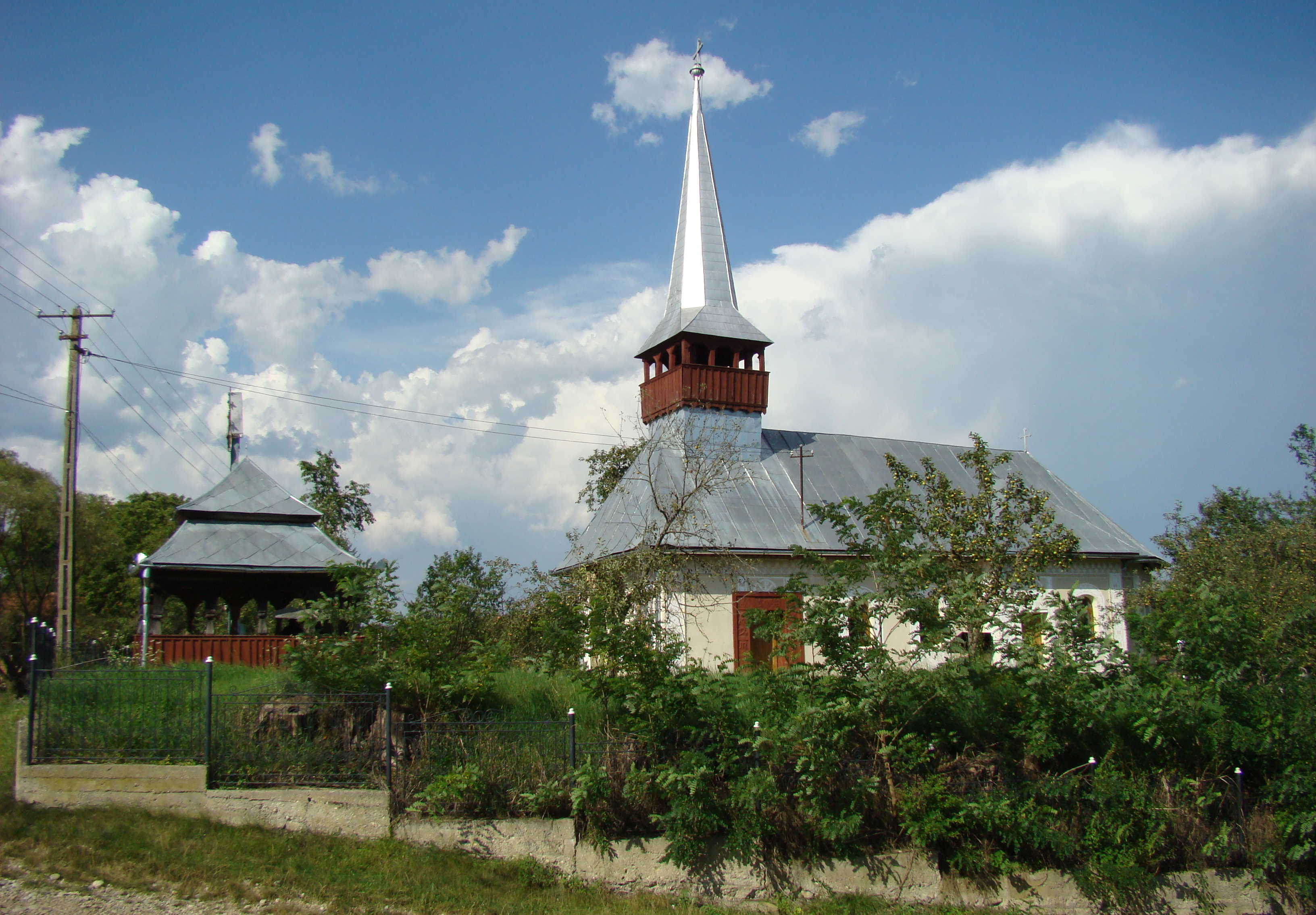
Biserica „Sfinții Arhangheli Mihail și Gavriil" (monument istoric, secolul XVI)